# Timofiej Łoś
Timofiej Korniłowicz Łoś, ros. Тимофей Корнилович Лось (ur. 21 lutego 1880 r. we wsi Orepicze w ujeździe brzeskim, zm. w 1953 r.) – rosyjski pedagog, działacz polityczno-społeczny w okresie II Rzeczypospolitej.
Ukończył seminarium pedagogiczne w Świsłoczy, po czym został nauczycielem w szkołach w Ogorodnikach (prowadził tam ponadto chór parafialny), a następnie Kamieńcu Litewskim. Potem wstąpił na wydział literatury i języka rosyjskiego uniwersytetu w Piotrogradzie, który ukończył wiosną 1915 r. Podczas studiów wchodził w skład białoruskiego kręgu naukowo-literackiego studentów. Następnie pracował jako nauczyciel języka rosyjskiego, filozofii i śpiewu w gimnazjum męskim w Wieliżu. Po rewolucji bolszewickiej 1917 r. przyjechał do Brześcia, gdzie w 1921 r. został dyrektorem gimnazjum rosyjskiego. Jednocześnie zaangażował się w działalność miejscowego rosyjskiego ruchu narodowego. W 1922 r. wszedł w skład Zjednoczonego Okręgowego Komitetu Bloku Mniejszości Narodowych. W 1923 r. odszedł z dotychczasowego stanowiska z powodu konfliktu w sprawie prób ukrainizacji gimnazjum rosyjskiego. Pozostał jednak w gimnazjum jako nauczyciel literatury i języka rosyjskiego. Prowadził wśród gimnazjalistów kursy seksuologii. Od 1928 r. przewodniczył miejscowemu oddziałowi Rosyjskiego Zjednoczenia Narodowego. Występował bezskutecznie w wyborach do Sejmu. We wrześniu 1932 r. z powodu interwencji polskich władz został zwolniony z pracy w gimnazjum rosyjskim. W styczniu 1934 r. objął funkcję lektora w cerkwi parafialnej w Drohiczynie Poleskim. W marcu tego roku przeszedł do cerkwi we wsi Stiepanki w okręgu kobryńskim. Pod koniec 1935 r. został oskarżony o napaść na dziecko, ale nie został skazany. Stracił za to dotychczasową pracę. Od 1938 r., po śmierci ojca, prowadził rodzinny folwark Antonin. Po zajęciu wschodniej części Polski przez Armię Czerwoną jesienią 1939 r., został w 1940 r. dyrektorem szkoły podstawowej we wsi Orepicze. Obecnie w tej wsi istnieje ulica jego imienia i muzeum poświęcone jego życiu.